# Alexander Ogando
Alexander Ogando (* 3. Mai 2000 in San Juan de la Maguana) ist ein dominikanischer Leichtathlet, der sich auf den Sprint spezialisiert hat. 2021 gewann er bei den Olympischen Sommerspielen in Tokio die Silbermedaille in der Mixed-Staffel über 4-mal 400 Meter und wurde in dieser Disziplin 2022 Weltmeister.

## Sportliche Laufbahn
Erste internationale Erfahrungen sammelte Alexander Ogando im Jahr 2019, als er bei den Panamerikanischen Juniorenmeisterschaften in San José im 200-Meter-Lauf in der ersten Runde disqualifiziert wurde. Bei den World Athletics Relays 2021 im polnischen Chorzów wurde er in 3:17,58 min Dritter in der Mixed-Staffel hinter den Teams aus Italien und Brasilien. Im Juni siegte er in 45,01 s im 400-Meter-Lauf beim Meeting Iberoamericano und im Juli siegte er in 20,59 s über 200 Meter bei den U23-NACAC-Meisterschaften in San José und nahm anschließend mit der Mixed-Staffel an den Olympischen Sommerspielen in Tokio teil und gewann dort mit 3:10,21 min im Finale gemeinsam mit Lidio Féliz, Marileidy Paulino und Anabel Medina die Silbermedaille hinter dem Team aus Polen. 2022 siegte er in 20,54 s über 200 Meter beim Felix Sánchez Classic und gewann anschließend bei den Ibero-Amerikanischen Meisterschaften in La Nucia in 20,27 s die Goldmedaille über 200 Meter und siegte in 3:00,98 min in der 4-mal-400-Meter-Staffel, während er mit der 4-mal-100-Meter-Staffel in 39,19 s die Silbermedaille gewann. Kurz darauf siegte er in 45,37 s über 400 Meter beim Ostrava Golden Spike sowie in 44,68 s beim Memoriał Janusza Kusocińskiego. Daraufhin siegte er in 20,25 s beim P-T-S Meeting und wurde beim Meeting de Paris in 20,03 s Zweiter über 200 Meter. Im Juli erreichte er bei den Weltmeisterschaften in Eugene das Finale über 200 Meter und belegte dort in 19,93 s den fünften Platz über 200 Meter und siegte in der Mixed-Staffel in 3:09,82 min gemeinsam mit Lidio Féliz, Marileidy Paulino und Fiordaliza Cofil. Im September wurde er beim Memorial Van Damme in 20,18 s Zweiter über 200 Meter und gelangte bei Weltklasse Zürich in 20,02 s auf Rang drei.
2023 siegte er in 19,99 s über 200 Meter bei den Zentralamerika- und Karibikspielen in San Salvador und siegte daraufhin in derselben Zeit beim Gyulai István Memorial. Im August belegte er dann bei den Weltmeisterschaften in Budapest in 20,23 s im Finale den siebten Platz. Bei den World Athletics Relays 2024 auf den Bahamas sicherte er der Mixed-Staffel einen Startplatz für die Olympischen Spiele. Im Juli siegte er in 19,98 s über 200 Meter beim Meeting de Paris und wurde dann beim Herculis in 20,02 s Zweiter. Anschließend ging er bei den Olympischen Sommerspielen in Paris in der Hoffnungsrunde über 400 Meter nicht mehr an den Start und belegte über 200 Meter in 20,02 s im Finale den fünften Platz. Daraufhin wurde er beim Memoriał Kamili Skolimowskiej in 19,86 s Zweiter über 200 Meter.
In den Jahren 2019 und 2024 wurde Ogando dominikanischer Meister im 200-Meter-Lauf sowie 2022 über 100 Meter.

## Persönliche Bestzeiten
- 100 Meter: 10,09 s (+0,9 m/s), 24. Juni 2022 in Santo Domingo
- 200 Meter: 19,86 s (+0,6 m/s), 25. August 2024 in Chorzów (dominikanischer Rekord)
- 400 Meter: 44,68 s, 5. Juni 2022 in Chorzów